# Millender Center (Detroit People Mover)
Millender Center es una estación del Detroit People Mover (DPM) de la ciudad de Detroit, Míchigan (Estados Unidos). Es administrada por el Departamento de Transporte de Detroit y se encuentra en el complejo residencial Renaissance City Apartments. Fue inaugurada en 1987. 

## Descripción
La estación Millender Center está en el nivel 5 del edificio Millender Center. Cuenta con una plataforma lateral. Sus componentes fueron preelaborados en Ohio y se enviaron por pieza a Detroit, lo que redujo la duración de la obra.
En su interior se encuentra el mosaico Detroit New Morning en cerámica Pewabic del artista detroitino Al Loving. Debe su nombre a los Millender City Apartments, que era el nombre anterior los Renaissance City Apartments. Además de ese complejo residencial, en sus inmediaciones hay varias galerías de arte, Coleman A. Young Municipal Center y la escultura Spirit of Detroit.